# لويد إيفانز (لاعب اتحاد الرغبي)
لويد إيفانز (بالإنجليزية: Lloyd Evans)‏ هو لاعب اتحاد الرغبي بريطاني، ولد في 14 سبتمبر 1990 في بريدجند ‏ في المملكة المتحدة.

## وصلات خارجية
- لويد إيفانز على موقع سلسلة سباعيات الرغبي العالمية - رجال (الإنجليزية)